# L'Apprenti Schtroumpf (album)
L'Apprenti Schtroumpf est le septième album de la série de bande dessinée Les Schtroumpfs de Peyo publié en 1971 aux éditions Dupuis.
L'album contient également les histoires L'Apprenti Schtroumpf et Pièges à Schtroumpfs, et une série de gags : Roméos et Schtroumpfette.

## Synopsis

### L'Apprenti Schtroumpf
Un Schtroumpf s'essaie à la magie et à l'alchimie.  Il essaye par tous les moyens de voler le grimoire du Grand Schtroumpf mais, n'y parvenant pas, il arrache une page d'un grimoire de Gargamel.

### Pièges à Schtroumpfs
Gargamel a préparé une série de pièges pour capturer les Schtroumpfs, ceux-ci étant en train de jouer à cache-cache.

### Roméos et Schtroumpfette
Une série de gags d'une ou deux pages, mettant en scène l'amour de tous les Schtroumpfs (sauf le Schtroumpf grognon) pour la Schtroumpfette, dont on apprend qu'elle revient occasionnellement au village.

## Adaptation

### Série animée
- Dans la série Les Schtroumpfs, L'Apprenti Schtroumpf est le 34e épisode de la série.